# Mylopharodon conocephalus
Mylopharodon conocephalus är en fiskart som först beskrevs av Baird och Girard, 1854.  Mylopharodon conocephalus ingår i släktet Mylopharodon och familjen karpfiskar. Inga underarter finns listade i Catalogue of Life.